# Manuel del Hierro García
Manuel del Hierro García (València, 8 d'agost de 1933 - 20 de desembre de 1998) va ser un polític i advocat valencià, primer secretari general del PSOE-PV durant la transició democràtica espanyola.

## Biografia
Advocat laboralista, al seu despatx es van formar gran quantitat d'advocats laboralistes que exerciren a despatxos vinculats a UGT o CCOO com Mercedes Belinchón, Josepa Ciscar Peiró, Bernadí Giménez, Ricard Peralta, Carles Alfonso o Vicent Pla i Noguera. Entre 1971 i 1981 va exercir com a professor col·laborador de Dret Penal a la Universitat de València.
Políticament vinculat al PSOE, fou el seu primer secretari en terres valencianes, estant també vinculat a UGT. En maig de 1987 abandona el PSPV-PSOE per a presentar-se com a independent a candidat a l'alcaldia de València pel CDS en les eleccions municipals espanyoles de 1987.